# Піца Галазі
Піца Галазі (справжнє ім’я: Калліопа Мортон;  народилася в 1940 році — 14 лютого 2023) — есеїст, поетеса і телеведуча Кіпру. У період між 1960-ми і 1990-ми роками вона опублікувала кілька поетичних книг. 

## Життя
Галазі народилася в Лімассолі  та провела більшу частину свого дитинства в Палеохорі. У підлітковому віці була членом EOKA. Пізніше вона поїхала до Афін, де вивчала політологію в університеті Пантейон. 

## Кар'єра
Галазі професійно працювала радіопродюсером в Cyprus Radio Foundation. Зараз працює журналістом і редактором газет і журналів літературно-філологічного змісту. 